# Abakan
Pour les articles homonymes, voir Abakan (homonymie).
Abakan (en russe : Абакан, en khakasse : Ағбан, Ağban) est une ville de fédération de Russie et la capitale administrative de la République de Khakassie, en Sibérie. Sa population s'élevait à 179 163 habitants en 2016.

## Géographie
Abakan se trouve au centre de la dépression de Minoussinsk, à la confluence de l'Ienisseï et de la rivière Abakan. Elle se trouve à 273 km au sud-ouest de Krasnoïarsk, à 571 km au sud-est de Novossibirsk, à 3 380 km à l'est de Moscou.

## Histoire
La ville est fondée en 1675. En 1940, y sont découverts des ruines d'un palais remontant à l'époque Han (vers 200 av. J.-C.).
De nombreux Lituaniens impliqués dans les soulèvements (1794, 1830-1831, 1863) y sont exilés, condamnés à travailler dans les mines de fer.

## Politique et administration

### Résultats électoraux
| Scrutin                 | 1er tour | 1er tour | 1er tour | 1er tour | 1er tour | 1er tour | 1er tour | 1er tour | 1er tour | 1er tour | 1er tour  | 1er tour | 2d tour                  | 2d tour                  | 2d tour                  | 2d tour                  | 2d tour                  | 2d tour                  | 2d tour                  | 2d tour                  |
| Scrutin                 | 1er      | 1er      | %        | 2e       | 2e       | %        | 3e       | 3e       | %        | 4e       | 4e        | %        | 1er                      | %                        | 2e                       | %                        | 3e                       | %                        | 4e                       | %                        |
| ----------------------- | -------- | -------- | -------- | -------- | -------- | -------- | -------- | -------- | -------- | -------- | --------- | -------- | ------------------------ | ------------------------ | ------------------------ | ------------------------ | ------------------------ | ------------------------ | ------------------------ | ------------------------ |
| Présidentielle 2012     |          | ER       | 53,62    |          | KPRF     | 20,66    |          | SE       | 11,63    |          | LDPR      | 8,78     | Victoire au premier tour | Victoire au premier tour | Victoire au premier tour | Victoire au premier tour | Victoire au premier tour | Victoire au premier tour | Victoire au premier tour | Victoire au premier tour |
| Législatives 2016       |          | ER       | 35,45    |          | KPRF     | 19,66    |          | LDPR     | 16,87    |          | SRZP      | 11,62    | Tour unique              | Tour unique              | Tour unique              | Tour unique              | Tour unique              | Tour unique              | Tour unique              | Tour unique              |
| Présidentielle 2018     |          | ER       | 67,87    |          | KPRF     | 18,68    |          | LDPR     | 6,64     |          | GRANI     | 2,09     | Victoire au premier tour | Victoire au premier tour | Victoire au premier tour | Victoire au premier tour | Victoire au premier tour | Victoire au premier tour | Victoire au premier tour | Victoire au premier tour |
| Gouvernorale 2018,      |          | KPRF     | 43,98    |          | ER       | 25.07    |          | SRZP     | 15.17    |          | LDPR      | 10.54    |                          | KPRF                     | 53,97                    |                          | Contre                   | 45.06                    |                          |                          |
| Maïorale 2018           |          | ER       | 77,63    |          | KPRF     | 8,85     |          | LDPR     | 4,49     |          | Les Verts | 3,05     | Tour unique              | Tour unique              | Tour unique              | Tour unique              | Tour unique              | Tour unique              | Tour unique              | Tour unique              |
| Municipales 2018        |          | ER       | 28,83    |          | KPRF     | 23,97    |          | LDPR     | 22,19    |          | RPPSS     | 7,11     | Tour unique              | Tour unique              | Tour unique              | Tour unique              | Tour unique              | Tour unique              | Tour unique              | Tour unique              |
| Maïorale anticipée 2019 |          | ER       | 87,16    |          | LDPR     | 5,08     |          | SE       | 3,03     |          | SE        | 2,63     | Tour unique              | Tour unique              | Tour unique              | Tour unique              | Tour unique              | Tour unique              | Tour unique              | Tour unique              |
| Législatives 2021       |          | ER       | 33,20    |          | KPRF     | 28,38    |          | NL       | 11,68    |          | SRZP      | 7,11     | Tour unique              | Tour unique              | Tour unique              | Tour unique              | Tour unique              | Tour unique              | Tour unique              | Tour unique              |
| Municipales 2023        |          | ER       | 41,98    |          | KPRF     | 27,25    |          | LDPR     | 7,32     |          | SRZP      | 5,47     | Tour unique              | Tour unique              | Tour unique              | Tour unique              | Tour unique              | Tour unique              | Tour unique              | Tour unique              |

## Population
Recensements (*) ou estimations de la population
| 1931  | 1939*  | 1959*  | 1970*  | 1979*   | 1989*   |
| ----- | ------ | ------ | ------ | ------- | ------- |
| 7 700 | 36 652 | 56 416 | 90 136 | 128 311 | 154 092 |

| 2002*   | 2010*   | 2013    | 2014    | 2015    | 2016    |
| ------- | ------- | ------- | ------- | ------- | ------- |
| 165 197 | 165 214 | 169 760 | 173 205 | 176 212 | 179 163 |

## Économie
L'économie d'Abakan repose sur l'extraction du minerai de fer, des industries du bois, alimentaires et plusieurs entreprises industrielles, dont :
- OAO Abakanvagonmach (ОАО Абаканвагонмаш) : conteneurs, wagons. vagonmash.com
- OAO Khakasenergo (ОАО Хакасэнерго) : centrale électrique.

## Pollution
La pollution atmosphérique est particulièrement importante à Abakan. Ainsi, la concentration de benzopyrène, un hydrocarbure fortement cancérigène produit par l’industrie et les gaz d’échappement, dépasse 88 fois les niveaux autorisés.

## Transports
Abakan est desservi par l'aéroport international d'Abakan, construit dès 1938. Le premier vol régulier avec Moscou a été établi le 30 décembre 1980.
Abakan est traversé par la route fédérale M54

## Culte

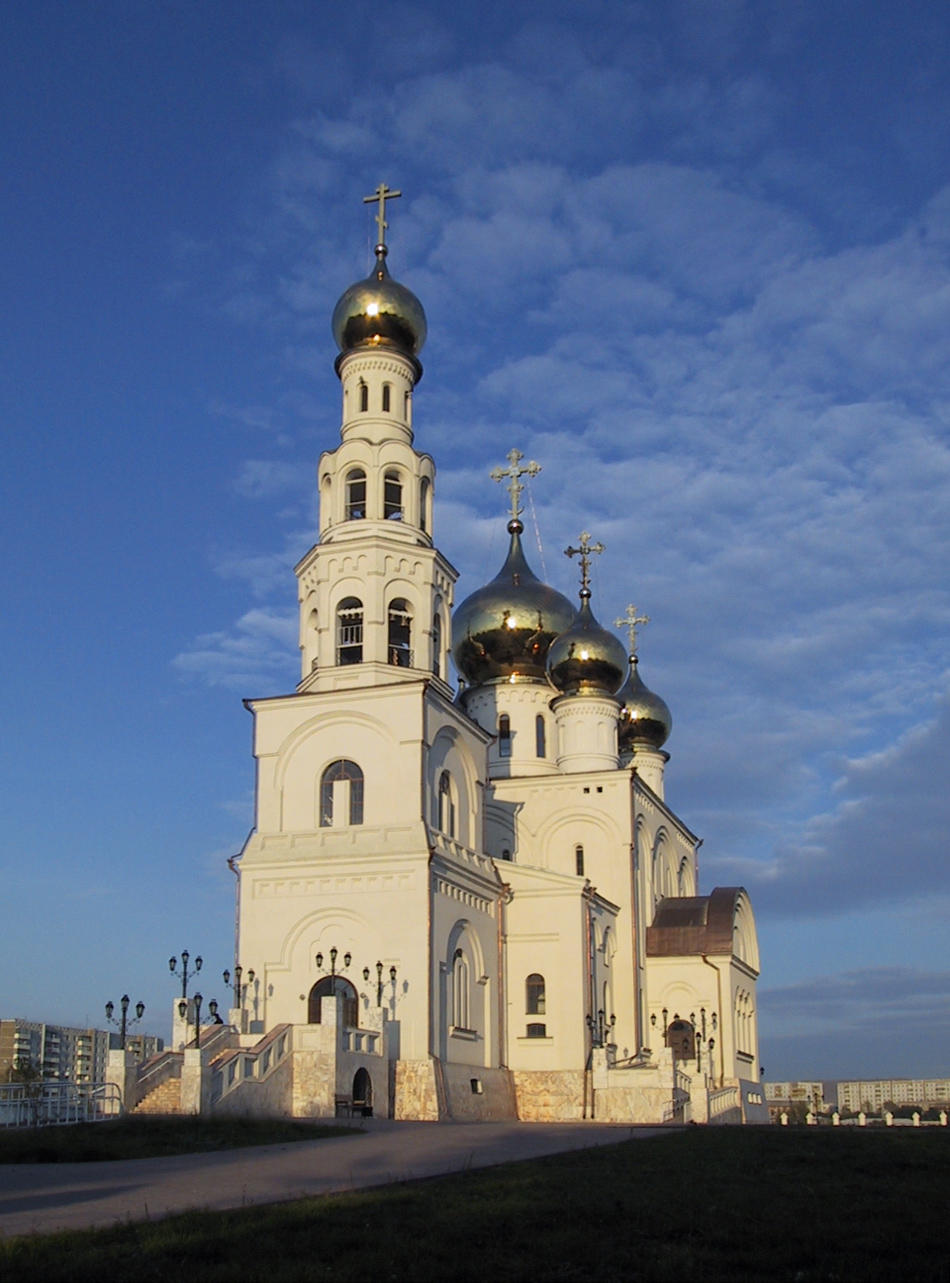
Vue de la cathédrale du Sauveur-et-de-la-Transfiguration

La majorité des habitants de la ville est de religion orthodoxe. L'édifice le plus important est la cathédrale du Sauveur-et-de-la-Transfiguration.
Quelques petits groupes se livrent au chamanisme sibérien ou font partie des Témoins de Jéhovah arrivés après la dislocation de l'Union soviétique.